# Gallicolumba beccarii
Gallicolumba beccarii là một loài chim trong họ Columbidae.